# Izvanredno stanje
Izvanredno stanje je vrsta pravnog stanja u državi u kojem, prema hrvatskom Ustavu, vlada "neposredna ugroženost neovisnosti i jedinstvenosti republike". To stanje je jedna od inačica stanja koje upravni nauk skupno naziva "izvanredna stanja, izuzetna stanja, stanja nužde, stanja opasnosti". Ovakve situacije stvaraju mogućnost da se može na zakonit način posredno ili neposredno, ograničiti ili u potpunosti ukinuti ustavom zajamčena slobode i prava čovjeka i građanina. U izvanrednim stanjima može se dogoditi da ponekad, ne i uvijek, dođe do potpunog ukidanja građanskih sloboda. Opsadno stanje, vojno pravo, vlast u izvanrednom stanju pokazuje da državna korist zbilja 
može do kraja poništiti građanska prava. Predstavnici političke filozofije slažu se da "objektivno nužni ili navodno potrebni zahtjevi političke vlasti" narušavaju općost zakona, nego dovode do ukidanja građanskih sloboda.
U demokratskim državama postupak i uvjeti kad se proglašava izvanredno stanje propisani su zakonima. Ustavnopravne posljedice izvanrednih stanja su koncentracija ustavnih ovlasti i ograničenja ljudskih prava i temeljnih sloboda. U većini država gdje postoji mogućnost uvođenja, određeno je da se ne može dovesti u pitanje opravdanost odluke onih koji proglase izvanredno stanje, nego proglasitelji određuju postoji li takvo stanje i koje su mjere tad nužne.
Izvanredno stanje proglašavaju najviše državne vlasti.
Situacije kad smije biti proglašeno izvarnedno stanje su rat, neposredna opasnost od rata, pobune, nemiri te slični pokreti širih razmjera, velike elementarne nepogode (katastrofalni potresi, poplave, šumski i ostali požari velikih razmjera, epidemijska oboljenja ljudi, flore i faune), atomska zračenja. Zajedničko svim ovim situacijama jest prijetnja fizičkom opstanku stanovništva cijele države ili nekog njena dijela, ugrožavanje života nacije ili organizirana funkcioniranja njenih temeljnih institucija.
U izvanrednim stanjima ne primjenjuju se određene pravne norme, nego druge predviđene za takva slučaj i obično se odnose na prava i slobode građana, na organizaciju i nadležnost različitih državnih tijela, od reda policijskih i sudbenih.
Pojam izvanrednih stanja mijenjao se kroz povijest. U starom Rimu postojao je institut diktatora. U svezi s izvanrednim stanjem je opsadno stanje, ratno pravo. Suvremena ustavnopravna regulacija izvanrednih stanja razlikuje se od povijesnih. Klasičnu teoriju izvanrednih stanja dali su J. Locke, A. V. Dicey, C. Schmitt, C. L. Rossiter, C. J. Friedrich. Suvremeni pojam izvanrednih stanja pod utjecajem je rata protiv terorizma (Sjedinjene Američke Države; Francuska; Savezna Republika Njemačka).
Republika Hrvatska je Ustavom iz 1990. odredila svoj veći suverenitet u odnosu na savezne jugoslavenske zakone. Regulirala u Ustavnom zakonu o dopunama Ustavnog zakona za provedbu Ustava Republike Hrvatske, u članku 9b., da savezni organi ne mogu bez prethodne suglasnosti Sabora Republike Hrvatske ili predsjednika Republike Hrvatske utvrditi postojanje izvanrednih prilika, uvesti izvanredno stanje, uvesti izvanredne mjere ili narediti upotrebu oružanih snaga u miru. Člankom 9c ovlaštena je Vlada Republike Hrvatske koje se savezne zakone, druge propise i druge akte neće primjenjivati u Republici Hrvatskoj, ako se njima narušava teritorijalna cjelovitost Republike Hrvatske, Republika Hrvatska dovodi u neravnopravan položaj u federaciji, ili kojima se ugrožava njezin suverenitet ili interesi. Ovlast Vlade Republike Hrvatske odnosila se i na radnje i postupke saveznih organa. Akt iz stavka 1. ovog članka koji se odnosi na savezne zakone Vlada Republike Hrvatske podnosi na potvrdu Saboru Republike Hrvatske.

## Vanjske poveznice
- Pravni fakultet u Zagrebu  Arhivirana inačica izvorne stranice od 21. lipnja 2017. (Wayback Machine) Izvanredna stanja u komparativnom ustavnom pravu
- Pravni fakultet u Zagrebu  Arhivirana inačica izvorne stranice od 7. svibnja 2018. (Wayback Machine) Arsen Bačić: Odredbe o „stanju nužnosti“ u Ustavu Republike Hrvatske iz 1990. godine (rekapitulacija), Zbornik radova Pravnog fakulteta u Splitu, god. 34/45-46, 1997., str. 39-57.
- Pravni fakultet u Zagrebu  Arhivirana inačica izvorne stranice od 7. svibnja 2018. (Wayback Machine) Jasna Omejec: Ograničavanje sloboda i prava čovjeka i građanina u izvanrednim stanjima, Društvena istraživanja, Zagreb, god. 5. (1996.), br. 2(22), str. 345-374.
- Pravni fakultet u Zagrebu  Arhivirana inačica izvorne stranice od 7. svibnja 2018. (Wayback Machine) Jasna Omejec: Izvanredna stanja u pravnoj teoriji i ustavima pojedinih zemalja, Pravni vjesnik, 12 (1-4), 1996., str. 172-196.
- Narodne novine 37/2016 Državna uprava za zaštitu i spašavanje, Pravilnik o standardnim operativnim postupcima za pružanje pomoći nižoj hijerarhijskoj razini od strane više razine sustava civilne zaštite u velikoj nesreći i katastrofi